# Współczynnik strat dielektrycznych
Współczynnik strat dielektrycznych tg {\displaystyle \delta } – wielkość niemianowana charakteryzująca dielektryki. Wartość tę wyznacza tg {\displaystyle \delta } – tangens kąta strat dielektrycznych, czyli stosunek natężenia składowej rzeczywistej (czynnej) {\displaystyle I_{R}} do składowej urojonej (biernej) {\displaystyle I_{C}} prądu elektrycznego płynącego przez dielektryk w zmiennym polu elektrycznym:
{\displaystyle tg\delta ={\frac {I_{R}}{I_{C}}}.}
Zależność współczynnika strat dielektrycznych wyznaczają też konduktywność i przenikalność elektryczna ośrodka:
{\displaystyle tg\delta ={\frac {\gamma }{\omega \varepsilon }},}
gdzie:
{\displaystyle \omega } – pulsacja,
{\displaystyle \gamma } – konduktywność,
{\displaystyle \varepsilon } – przenikalność elektryczna.
Wartość współczynnika zwiększa się wraz ze wzrostem temperatury i natężenia pola elektrycznego, w którym dielektryk się znajduje.
Polska Norma PN-EN 60247 podaje, że kąt strat dielektrycznych jest to kąt przesunięcia fazowego między przyłożonym napięciem a prądem.